# Academia de Belas-Artes da Pensilvânia

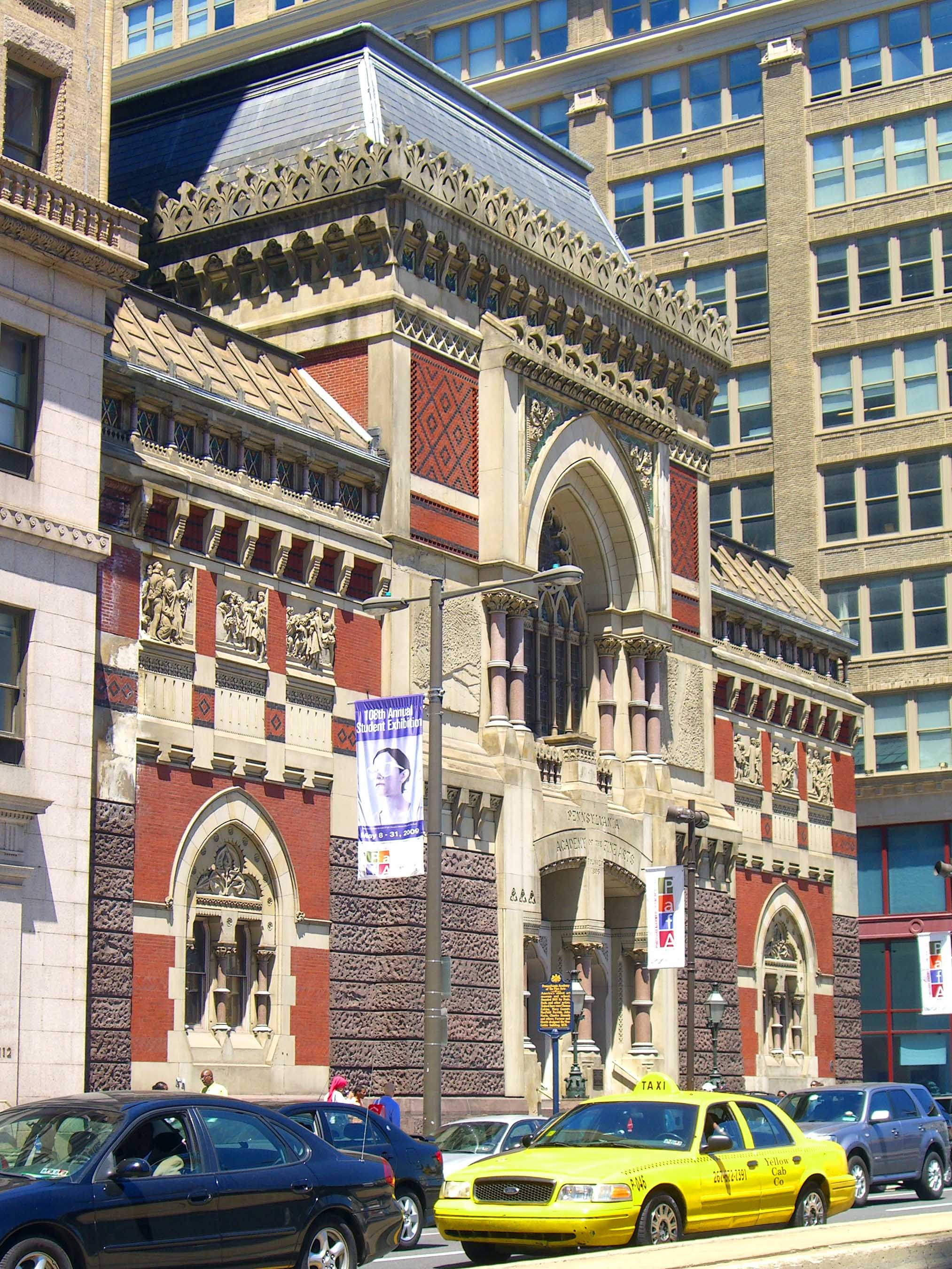
Academia de Belas-Artes da Pensilvânia.

A Academia de Belas Artes da Pensilvânia (em inglês:  Pennsylvania Academy of the Fine Arts) é uma escola superior de arte dos Estados Unidos, localizada em Filadélfia. É a mais antiga academia de arte do país, tendo sido fundada em 1805 por Charles Willson Peale, William Rush e outros. Permanece em atividade e seu museu tem expressiva coleção de arte dos séculos XVIII ao XX.